# مينرال سيتي (أوهايو)
مينرال سيتي (بالإنجليزية: Mineral City, Ohio)‏ هي منطقة سكنية تقع في الولايات المتحدة في مقاطعة تسكاراوس، أوهايو. يقدر عدد سكانها بـ 727 نسمة ومساحتها 2.12 كم2 وترتفع عن سطح البحر 288 متر.

## التركيبة السكانية
قام مكتب تعداد الولايات المتحدة بتحديد بيانات التركيبة السكانية لمينرال سيتي في تعداد الولايات المتحدة. في ما يلي، التركيبة السكانية حسب تعدادي 2000 و2010.

### تعداد عام 2000
بلغ عدد سكان مينرال سيتي 841 نسمة بحسب تعداد عام 2000، وبلغ عدد الأسر 306 أسرة وعدد العائلات 235 عائلة مقيمة في القرية. في حين سجلت الكثافة السكانية 1,036.6 نسمة لكل ميل مربع (400.2/كم2). وبلغ عدد الوحدات السكنية 331 وحدة بمتوسط كثافة قدره 408.0 نسمة لكل ميل مربع (157.5/كم2).
وتوزع التركيب العرقي للقرية بنسبة 98.22% من البيض و 0.24% من الأمريكيين الأصليين و 1.07% من عرقين مختلطين أو أكثر.
بلغ عدد الأسر 306 أسرة كانت نسبة 37.9% منها لديها أطفال تحت سن الثامنة عشر تعيش معهم، وبلغت نسبة الأزواج القاطنين مع بعضهم البعض 58.2% من أصل المجموع الكلي للأسر، ونسبة 14.7% من الأسر كان لديها معيلات من الإناث دون وجود شريك، وكانت نسبة 23.2% من غير العائلات. تألفت نسبة 18.3% من أصل جميع الأسر من أفراد ونسبة 7.2% كانوا يعيش معهم شخص وحيد يبلغ من العمر 65 عاماً فما فوق. وبلغ متوسط حجم الأسرة المعيشية 3.12، أما متوسط حجم العائلات فبلغ 2.75.
بلغ العمر الوسطي للسكان 34 عاماً. وكانت نسبة 30.0% من القاطنين تحت سن الثامنة عشر، وكانت نسبة 8.0% بين الثامنة عشر والأربعة وعشرون عاماً، ونسبة 30.8% كانت واقعةً في الفئة العمرية ما بين الخامسة والعشرون حتى والأربعة وأربعون عاماً، ونسبة 22.1% كانت ما بين الخامسة والأربعون حتى الرابعة والستون، ونسبة 9.2% كانت ضمن فئة الخامسة والستون عاماً فما فوق. يوجد لكل 100 أنثى 102.2 ذكر، ويوجد لكل 100 أنثى في الثامنة عشر من عمرها فما فوق 96.3 ذكر.
بلغ متوسط دخل الأسرة في القرية 35,526 دولار، أما متوسط دخل العائلة فبلغ 38,375 دولار. وكان متوسط دخل الذكور 28,958 دولار مقابل 20,357 دولار للإناث. وسجل دخل الفرد الخاص بالقرية 13,498 دولار. وكانت نسبة 7.6% من العائلات ونسبة 8.9% من السكان تحت خط الفقر، وكان من هؤلاء نسبة 7.9% تحت سن الثامنة عشر ونسبة 10.0% في الخامسة والستين من العمر وما فوق.

### تعداد عام 2010
بلغ عدد سكان مينرال سيتي 727 نسمة بحسب تعداد عام 2010، وبلغ عدد الأسر 278 أسرة وعدد العائلات 194 عائلة مقيمة في القرية. في حين سجلت الكثافة السكانية 886.6 نسمة لكل ميل مربع (342.3/كم2). وبلغ عدد الوحدات السكنية 322 وحدة بمتوسط كثافة قدره 392.7 لكل ميل مربع (151.6/كم2).
وتوزع التركيب العرقي للقرية بنسبة 95.5% من البيض و 0.1% من الأمريكيين الأصليين و 1.0% من الأمريكيين ذوي الأصول الآسيوية و 0.1% من سكان جزر المحيط الهادئ و 1.8% من الأمريكيين الأفارقة و 1.5% من عرقين مختلطين أو أكثر.
بلغ عدد الأسر 278 أسرة كانت نسبة 39.2% منها لديها أطفال تحت سن الثامنة عشر تعيش معهم، وبلغت نسبة الأزواج القاطنين مع بعضهم البعض 48.2% من أصل المجموع الكلي للأسر، ونسبة 15.8% من الأسر كان لديها معيلات من الإناث دون وجود شريك، بينما كانت نسبة 5.8% من الأسر لديها معيلون من الذكور دون وجود شريكة وكانت نسبة 30.2% من غير العائلات. تألفت نسبة 23.7% من أصل جميع الأسر من أفراد ونسبة 9.7% كانوا يعيش معهم شخص وحيد يبلغ من العمر 65 عاماً فما فوق. وبلغ متوسط حجم الأسرة المعيشية 3.05، أما متوسط حجم العائلات فبلغ 2.62.
بلغ العمر الوسطي للسكان 36.3 عاماً. وكانت نسبة 27.2% من القاطنين تحت سن الثامنة عشر، وكانت نسبة 9.6% بين الثامنة عشر والأربعة وعشرون عاماً، ونسبة 27.1% كانت واقعةً في الفئة العمرية ما بين الخامسة والعشرون حتى والأربعة وأربعون عاماً، ونسبة 27.2% كانت ما بين الخامسة والأربعون حتى الرابعة والستون، ونسبة 8.9% كانت ضمن فئة الخامسة والستون عاماً فما فوق. وتوزع التركيب الجنسي للسكان بنسبة 48.0% ذكور و52.0% إناث.